# Zespół zamkowy w Wilnie

Zamki wileńskie w 1740:
Zamek Górny: 1. Wieża Zamkowa; 2. Baszta południowa; 3. Pałac Władców na Zamku Górnym
Zamek Dolny: 4. Brama i most do miasta; 5. Droga i most do ulicy Tilto; 6. Katedra; 7. Pałac Trybunału Litewskiego; 8. Pałac Biskupów; 9. Pałac Władców na Zamku Dolnym; 10. Ogrody pałacowe; 11. Nowy Arsenał; 12. Brama przy Arsenale; 13. Stary Arsenał

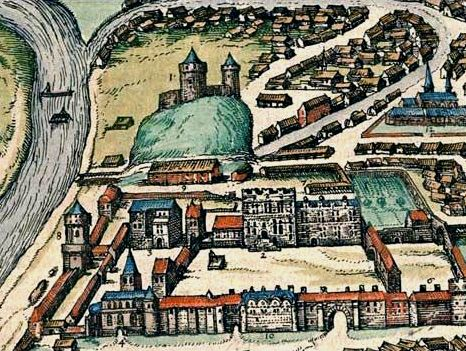
Zamek Górny i Zamek Dolny, 1581

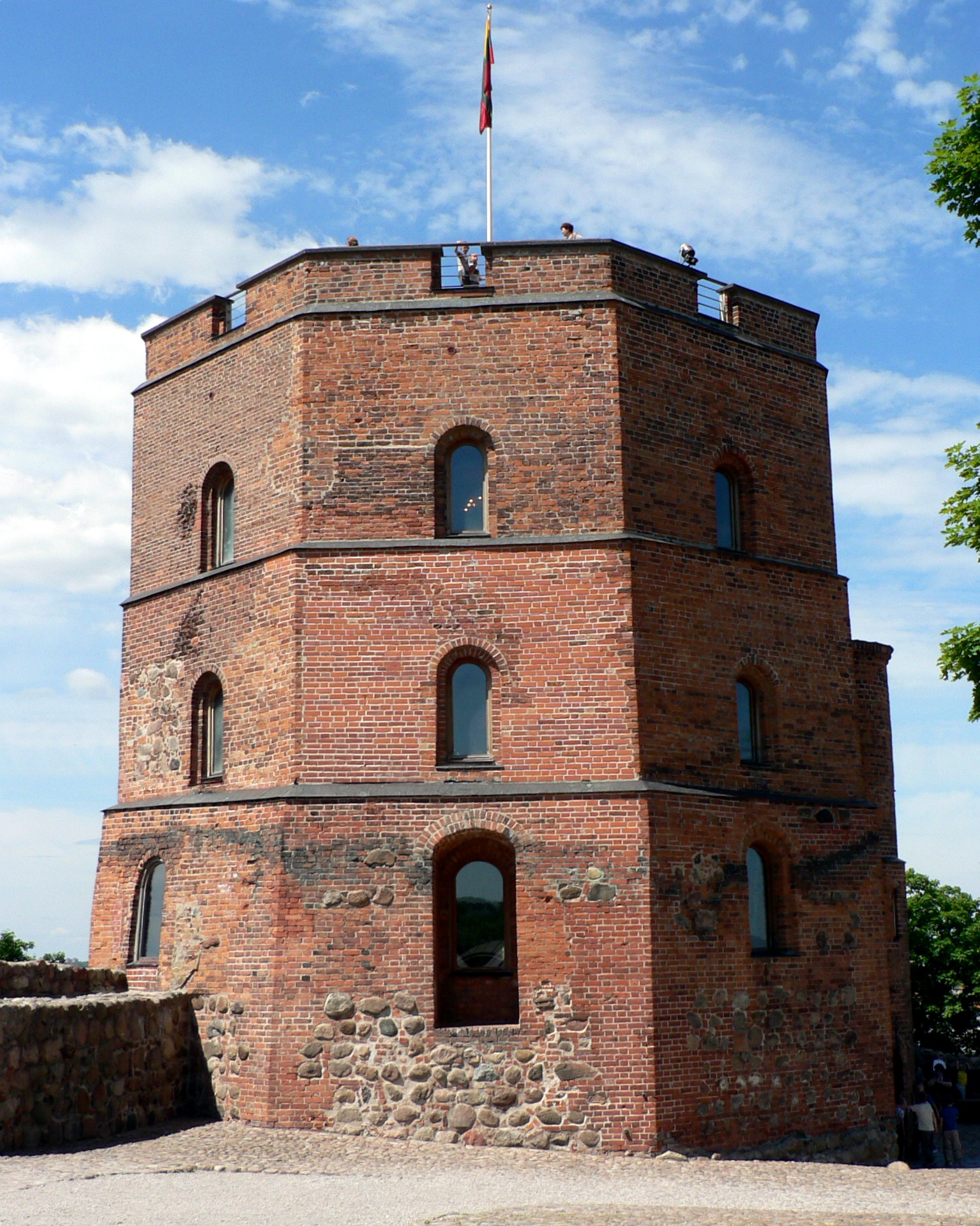
Baszta Giedymina

Kompleks składał się z zamków: Górnego, Dolnego i Krzywego. Ostatni został spalony przez Krzyżaków w 1390 i nigdy nie został odbudowany. Zamki Wileńskie były kilkakrotnie atakowane przez Krzyżaków w XIV wieku. Po raz pierwszy zostały całkowicie zdobyte i zniszczone przez Moskwę w 1655 roku. Następnie straciły swoje znaczenie i zaczęły popadać w ruinę. Po zajęciu Wilna przez Rosję część budynków została zburzona, a reszta przebudowana podczas budowy cytadeli w XIX wieku. Zachowana do dzisiaj baszta Zamku Górnego, zwana Basztą Giedymina, jest jednym z symboli Wilna.

## Historia Zamku Górnego
Na Górze Zamkowej znajdował się Zamek Górny. Wzgórze ma ok. 48 m wysokości i 110–120 m długości. Zostało ono otoczone drewnianymi wałami w IX wieku. Około X wieku zbudowano drewniany zamek, a w XIII murowany z wieżami. Pierwsza wzmianka o zamku (i Wilnie) pochodzi z 1323 roku. Był on oblegany przez Krzyżaków w latach 1365, 1375, 1377, 1383, 1390, 1392, 1394 i 1402, ale nigdy nie został całkowicie zdobyty.
W 1390 Krzyżacy zdołali zdobyć i zniszczyć Krzywy Gród znajdujący się na górze Pilkasis. Wielki książę Witold, po pożarze z 1419, poddał Zamek Górny zasadniczej przebudowie i rozbudowie, która trwała do 1422. Powstał wtedy okazały gotycki pałac kryty zieloną dachówką. Wielka sala na drugim piętrze miała wymiary 10 × 30 m. W II połowie XVI wieku zamek utracił swe znaczenie na rzecz Zamku Dolnego. Zygmunt II August odnowił budynek i umieścił w nim swoją bibliotekę. Uległ częściowemu zniszczeniu w czasie okupacji moskiewskiej w latach 1655–1661. W dniu 3 grudnia 1661 roku broniący się na zamku garnizon moskiewski dowodzony przez Daniłę Myszeckiego, pojmał swojego dowódcę i poddał się królowi Janowi Kazimierzowi przechodząc na służbę Rzeczypospolitej. Natomiast Myszecki za zbrodnie popełnione podczas okupacji Wilna został ścięty na miejskim rynku. Zamek Górny odbudowany został częściowo pod koniec XVIII wieku i wtedy też rozebrano dwie baszty. Częściowo zachowaną trzecią basztę, zwaną dziś Basztą Giedymina, w 1830 podwyższono o drewnianą nadbudówkę. W 1930 zmieniono ją na murowaną. Baszta została częściowo zniszczona w czasie II wojny światowej a odbudowana w latach 1956–1960.

## Historia Zamku Dolnego
W XIII wieku znajdowały się tu drewniane zabudowania. W XIII–XVI wieku wzniesiono kamienne mury i wieże, które były kilkakrotnie przebudowywane. Większość zabudowań uległa zniszczeniu. Najważniejszymi obiektami na terenie Zamku Dolnego są Katedra i rekonstruowany obecnie Pałac Władców na Zamku Dolnym.

### Pałac Władców na Zamku Dolnym
Powstał w średniowieczu u stóp Zamku Górnego. Został rozbudowany w czasie panowania Zygmunta II Augusta w okazałą renesansową rezydencję. Spełniał rolę pałacu wielkoksiążęcego. W 1610 roku, podczas pobytu Zygmunta III Wazy, spłonął. Zniszczony przez Rosjan w czasie najazdu w latach 1655–1661, nie został odbudowany i popadał w coraz większą ruinę. Po zajęciu Wilna przez Rosję w czasie III rozbioru, jego pozostałości zostały rozebrane przez władze carskie w latach 1799–1803, a zachowane skrzydło wschodnie przebudowano w stylu klasycystycznym. W 2001 roku Sejm litewski podjął decyzję o odbudowie Zamku. 6 lipca 2009 uroczyście otwarto odbudowany Zamek.

### Katedra
W czasach pogańskich czczono tu boga Perkuna. Pierwszą katedrę zbudował tu Mendog po przyjęciu chrztu w 1251. Po jego śmierci w 1263, znów zaczęto czcić pogańskich bogów. W 1387, kiedy Litwa przyjęła chrzest, Władysław II Jagiełło zbudował nową, gotycką katedrę z pięcioma kaplicami. W 1419 katedra spaliła się, w jej miejscu Witold zbudował większą. W 1522 katedra została odnowiona. Po kolejnym pożarze w 1530 katedra została ponownie zbudowana w latach 1534–1557 w stylu renesansowym, po pożarze w 1610 została odnowiona, dodano dwie wieże od strony zachodniej. W 1783 została zrekonstruowana według projektu Wawrzyńca Gucewicza w stylu klasycystycznym. W takim stanie dotrwała do dziś. Między 1786 a 1792 dodano trzy rzeźby na dachu – św. Kazimierz Jagiellończyk, św. Stanisław i św. Helena. Zostały one usunięte w 1950, powróciły w 1997.